# Kostel svatého Václava (Wurzen)
Kostel svatého Václava (německy Stadtkirche St. Wenceslai) je evangelicko-luterský městský kostel v saském Wurzenu zasvěcený českému knížeti svatému Václavovi. Kostel je trojlodní halový kostel, jehož dnešní podoba pochází z let 1663 až 1673. Díky své monumentální věži je kostel dominantou celého města.

## Historie

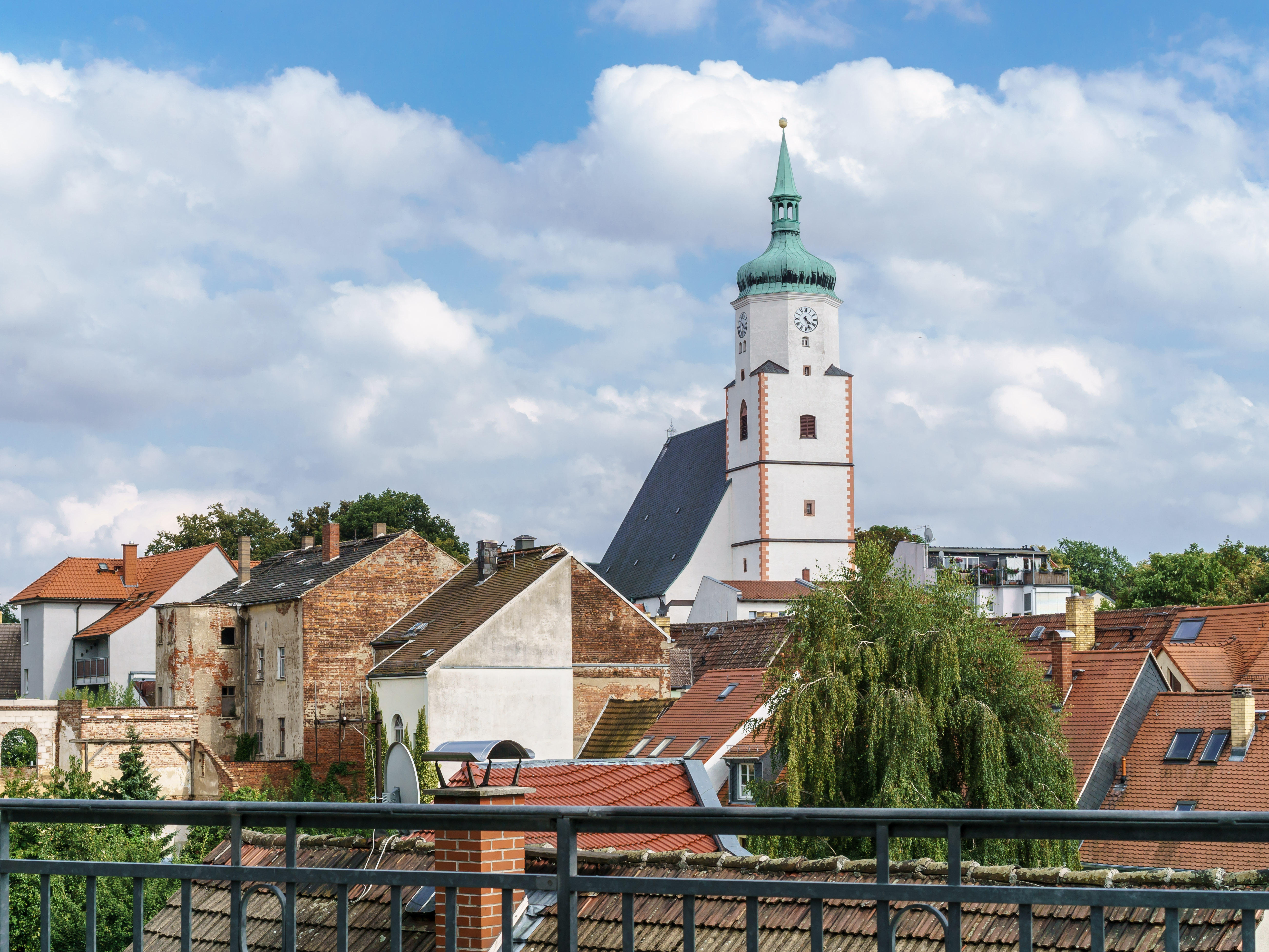
Kostel sv. Václava tvoří dominantu saského města Wurzen

Kostel sv. Václava stojí na kopci Sperlingsberg, na jeho místě je zmiňován první kostel v listině z roku 961. V polovině 13. století byl kostel zasvěcen sv. Václavovi.
V letech 1509 až 1513 nechal biskup Jan VI. ze Saalhausenu přistavět oltářní prostor, jehož žebrová klenba se dochovala dodnes. Z téže doby pochází také kostelní věž, která je dominantou celého města. Roku 1499 kostel zcela vyhořel a roku 1513 byl přestavěn v pozdněgotickém slohu.
Kostel byl v roce 1637 během třicetileté války zničen a v letech 1663–1673 znovu vystavěn v pogotickém stylu.